# Euscarthmus
Az Euscarthmus a madarak (Aves) osztályának verébalakúak (Passeriformes) rendjébe és a királygébicsfélék (Tyrannidae) családjába tartozó nem.

## Rendszerezésük
A nemet Maximilian zu Wied-Neuwied német herceg, felfedező és természettudós írta le 1831-ben, az alábbi fajok tartoznak ide:
- Euscarthmus fulviceps[1] vagy Euscarthmus meloryphus fulviceps[2]
- Euscarthmus meloryphus
- Euscarthmus rufomarginatus

## Előfordulásuk
Dél-Amerika területén honosak. A természetes élőhelyük a szubtrópusi és trópusi lombhullató erdők, cserjések és szavannák.

## Megjelenésük
Testhosszuk 10-12 centiméter körüli.

## Életmódjuk
Ízeltlábúakkal táplálkoznak, de fogyasztanak kisebb gyümölcsöket is.